# Investidura de Guillermo Alejandro I de los Países Bajos
La investidura de Guillermo Alejandro de los Países Bajos tuvo lugar el 30 de abril de 2013 en la Nieuwe Kerk de Ámsterdam. Guillermo Alejandro ya había ascendido al trono de forma automática ese mismo día tras la abdicación de su madre la reina Beatriz. 

## Antecedentes
Tras un reinado de 33 años que comenzó con la abdicación de su madre, la reina Juliana en 1980, la reina Beatriz, en un discurso televisado a la nación el 28 de enero de 2013, anunció su intención de abdicar del trono en favor de su hijo mayor, Guillermo Alejandro, de acuerdo con la tradición de los monarcas holandeses.
El 17 de abril de 2013, Guillermo Alejandro reveló en una entrevista que la reina Beatriz había informado previamente al primer ministro Mark Rutte de su intención de abdicar del trono, lo que inició conversaciones sobre cómo y cuándo hacerlo.

## Preparativos
Los preparativos para este período extraordinario de sesiones de los Estados Generales fueron realizados por funcionarios del Senado de los Países Bajos. La música de la ocasión estuvo a cargo del Coro Infantil de Nueva Ámsterdam y el Cuarteto Matangi.

## Abdicación
La ceremonia de abdicación tuvo lugar en Palacio Real de Ámsterdam. Tras un discurso, Beatriz firmó el Instrumento de Abdicación, convirtiendo a Guillermo Alejandro en rey. El documento fue firmado por Guillermo Alejandro, la reina consorte Máxima y también por:
- Martin Bosma, Presidente de la Cámara de Representantes
- Fred de Graaf, Presidente del Senado
- Gabinete de los Países Bajos
- Primeros ministros de Aruba, Curazao, San Martín y de los Países Bajos
- Johan Remkes, Comisionario del Rey en Holanda del Norte
- Eberhard van der Laan, alcalde de Ámsterdam
- Director del Gabinete del Rey

Tras un discurso del Director del Gabinete, el nuevo Estándar real fue levantado sobre el Palacio Real.

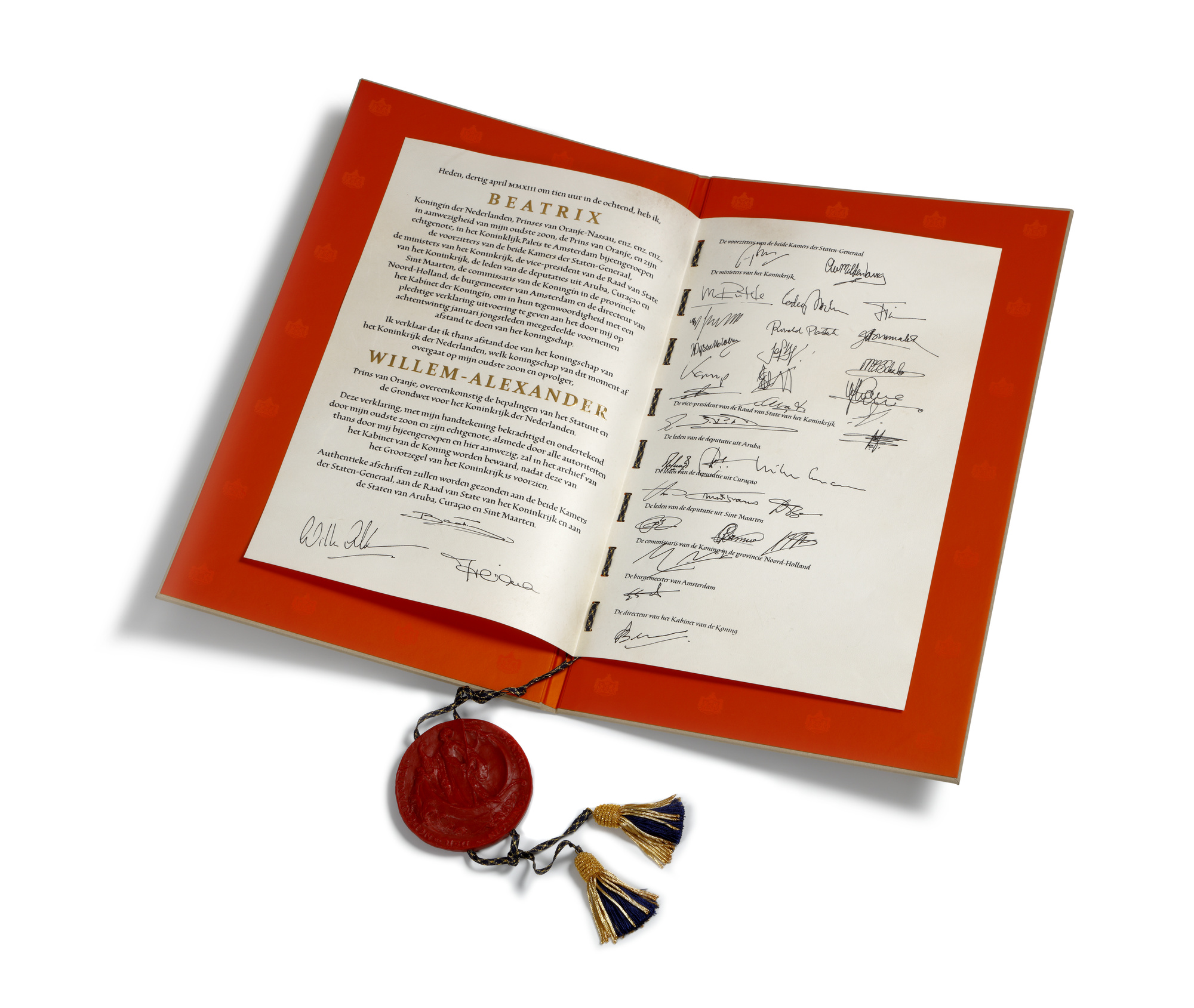
Documento de Abdicación

Con la firma del Instrumento de Abdicación, varios títulos que anteriormente ostentaba la reina Beatriz (excepto los de Princesa de Lippe-Biesterfeld y Princesa de Orange-Nassau) fueron otorgados a Guillermo Alejandro. Además, Máxima, como esposa del monarca neerlandés, se convirtió en reina consorte.

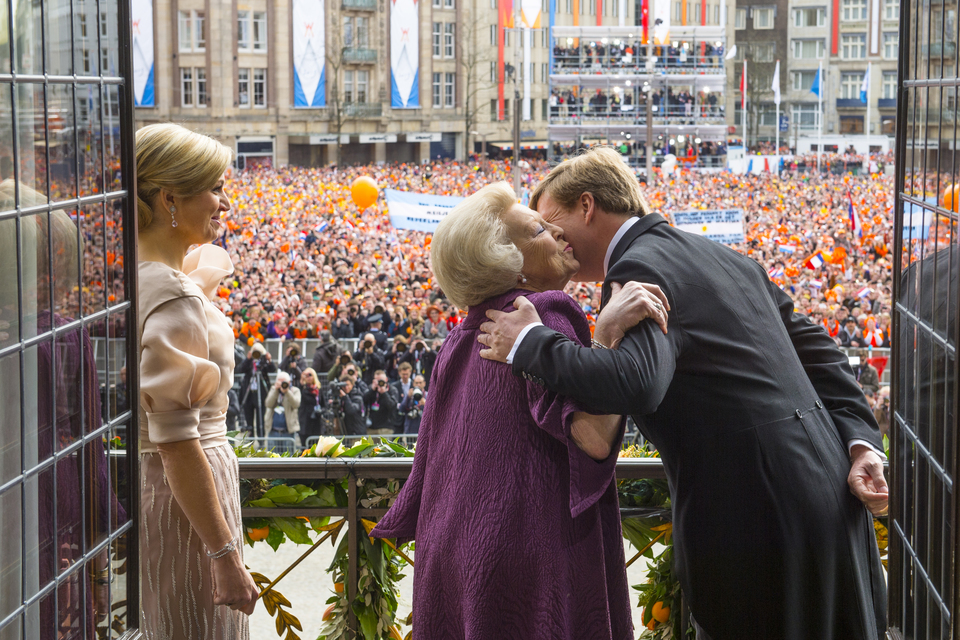
Beatriz, Guillermo Alejandro y Máxima en el balcón del Palacio Real tras la abdicación

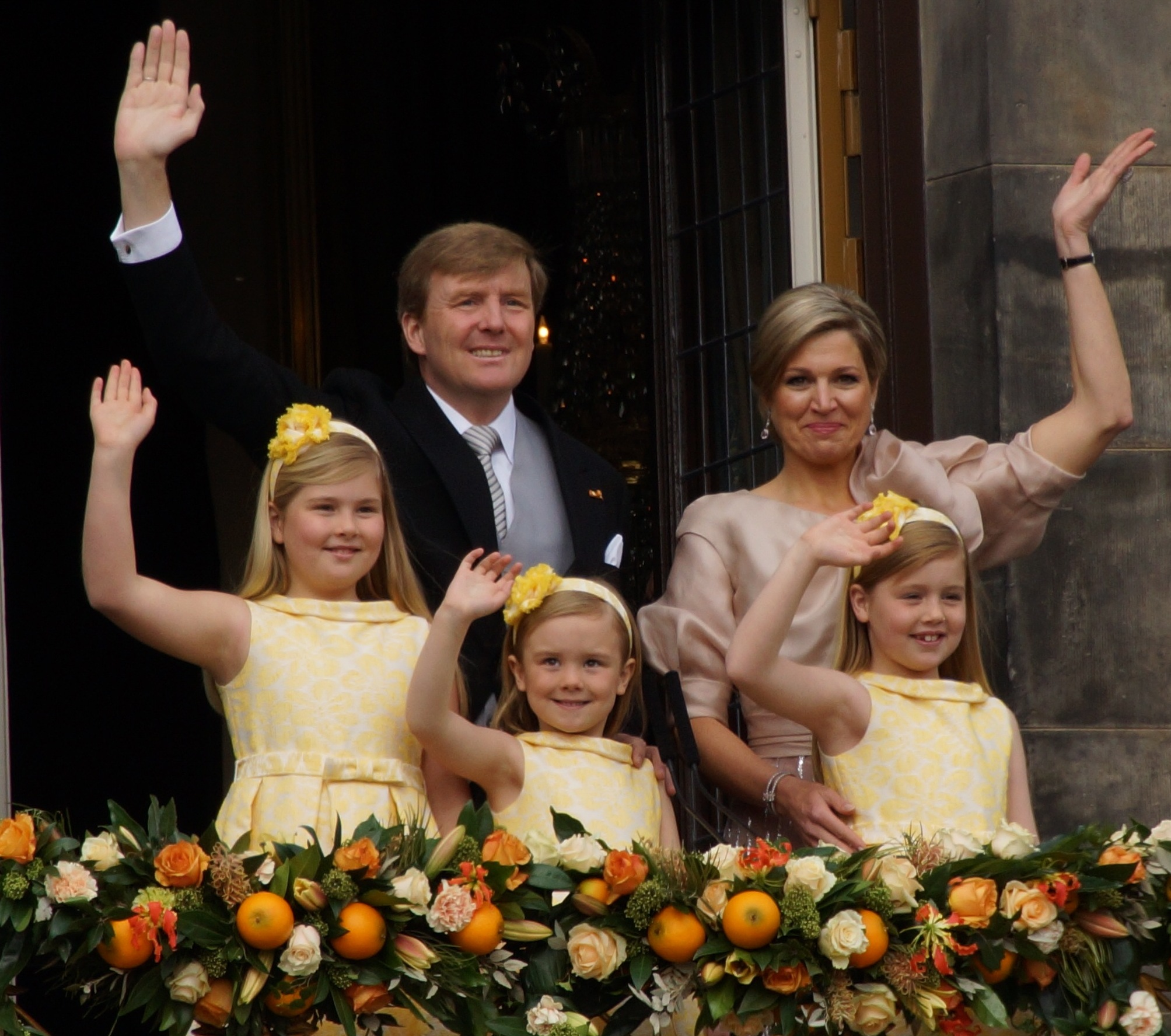
El rey Guillermo Alejandro y la reina Máxima con sus hijas en el balcón del Palacio Real

Finalmente, según la tradición, Beatriz y el rey Guillermo Alejandro, junto con la reina Máxima, aparecieron en el balcón del Palacio Real. El nuevo rey pronunció un breve discurso agradeciendo a su madre sus años de servicio. Con la interpretación del himno nacional (Guillermo), Beatriz abandonó el balcón, dando paso a las hijas de la pareja real simbolizaran la transición de la Casa Real.

## Investidura

### Procesión
La ruta desde el Palacio Real al Nueva Kerk, fue encabezada por el rey y seguido por una delegación. La delegación estaba formada por ayudas que transportaban tanto la Carta y la Constitución que fueron colocados en el tabla de credibilidad en el frente del trono.
Delegación
- Rey de armas: exjefe de Defensa general retirado Peter van Uhm
- Rey de armas: astronauta André Kuipers
- Oficial de armas: Robbert Dijkgraaf, expresidente del Real Academia de Artes y Ciencias de los Países Bajos
- Oficial de armas: Anky van Grunsven
- Oficial de armas: secretario general Renée Jones-Bos del Ministerio de Relaciones Exteriores
- Jaime Saleh, llevando el Carta
- Herman Tjeenk Willink, llevando el Constitución

También se transportaron la espada del estado, que representa la autoridad del rey; llevado por el entonces Jefe de Defensa General Tom Middendorp, el gonfalón del estado, una pancarta blanca con el 1815 escudo de armas de los Países Bajos simbolizando el Reino de los Países Bajos; fue llevado por el Inspector General de las Fuerzas Armadas Holandesas, general de la Fuerza Aérea Tom van Ede.

### Ceremonia
La inauguración de Guillermo como Rey de los Países Bajos tuvo lugar durante una sesión especial del Estados Generales de los Países Bajos en el Nieuwe Kerk. Durante la ceremonia de inauguración, Guillermo Alejandro prestó juramento y juró defender el cargo Carta del Reino de los Países Bajos y el Constitución de los Países Bajos. Tras la toma de juramento del rey, los miembros de los Estados Generales prestaron debidamente juramento.
Para la ceremonia, el rey optó por ponerse debajo del manto real un traje en lugar de un uniforme militar. Llevaba como Gran Maestro la faja y la insignia del Orden Militar de Guillermo, y llevaba como gran maestro de todas las órdenes nacionales/dinásticas sus decoraciones en forma de miniatura.
El trono constaba de dos lujosas sillas Palacio Het Loo fueron un regalo para la reina Guillermina de los residentes de Ámsterdam. La intención original era utilizar las mismas sillas que se utilizaron durante la toma de posesión de la reina Beatriz en 1980. Sin embargo, pronto se hizo evidente que esto sería imposible ya que las sillas eran demasiado bajas para sentarse cómodamente.
Sobre la mesa de credenciales se encontraban las tres representaciones del Reino. El Regalía de los Países Bajos acostado al lado del Constitución. La corona simbolizaba la soberanía y la dignidad del monarca, el cetro real simbolizaba la autoridad del monarca, el orbe simbolizaba los dominios sobre los que reina y la constitución simbolizaba la monarquía constitucional.
Después de la ceremonia se celebró un concierto gratuito en el Puerto de Ámsterdam al que asistieron los nuevo reyes con sus hijas.

## Invitados

### Casa real de Países Bajos
- Princesa heredera Catalina-Amalia, princesa de Orange
- Princesa Alexia
- Princesa Ariane
- Princesa Beatriz
  - Princesa Mabel
  - Príncipe Constantino y princesa Laurentien
- Princesa Irene
  - Duque y duquesa de Parma y Piacenza
  - Condesa de Colorno y el señor Tjalling ten Cate
  - Conde de Bardi
  - Marquesa de Sala y el señor Albert Brenninkmeijer
- Princesa Margarita y señor Pieter van Vollenhoven
  - Príncipe Mauricio y princesa Marilène
  - Príncipe Bernardo y princesa Annette
  - Príncipe Pieter-Christiaan y princesa Anita
  - Príncipe Floris y princesa Aimée
- Princesa Cristina

### Casas reales extranjeras

###### Mónaco
- Príncipe Alberto II

###### Catar
- Jequesa Moza bint Nasser al-Missned

###### Marruecos
- Princesa consorte Lalla Salma

###### Japón
- Príncipe heredero Naruhito y princesa heredera Masako

###### Tailandia
- Príncipe heredero Vajiralongkorn
- Princesa Sirindhorn

###### Reino Unido
- Carlos, Príncipe de Gales y Camila, duquesa de Cornualles

###### Dinamarca
- Príncipe heredero Federico y princesa heredera María

###### Suecia
- Princesa heredera Victoria y príncipe Daniel, duques de Västergötland

###### España
- Príncipe heredero Felipe y princesa heredera Letizia, príncipes de Asturias

###### Noruega
- Príncipe heredero Haakon y princesa heredera Mette-Marit

###### Bélgica
- Príncipe heredero Felipe y princesa heredera Matilde, duques de Brabante

###### Brunéi
- Príncipe heredero Al-Muhtadee Billah y princesa heredera Pengiran Anak Sarah

###### Luxemburgo
- Gran duque heredero Guillermo y gran duquesa heredera Estefanía

###### Liechtenstein
- Príncipe heredero Alois y princesa heredera Sofía

###### Jordania
- Príncipe Hassan bin Talal y princesa Sarvath El Hassan

### Otros dignatarios
David Johnston, Gobernador General de Canadá y señora Sharon Jonhston
 Rita Süssmuth, ex presidenta del Bundestag, y señor Hans Süssmuth
 Ali Babacan, vice primer ministro de Turquía, y señora Babacan
 Herman Van Rompuy, Presidente del Consejo Europeo
 José Manuel Barroso, Presidente de la Comisión Europea, y la señora Barroso
 Martín Schulz, Presidente del Parlamento Europeo
- Jacques Rogge, Presidente del Comité Olímpico Internacional

 Kofi Annan, ex Secretario General de las Naciones Unidas, y la señora Annan
 Helena Clark, Administradora del Programa de las Naciones Unidas para el Desarrollo